# Bernard Law Montgomery

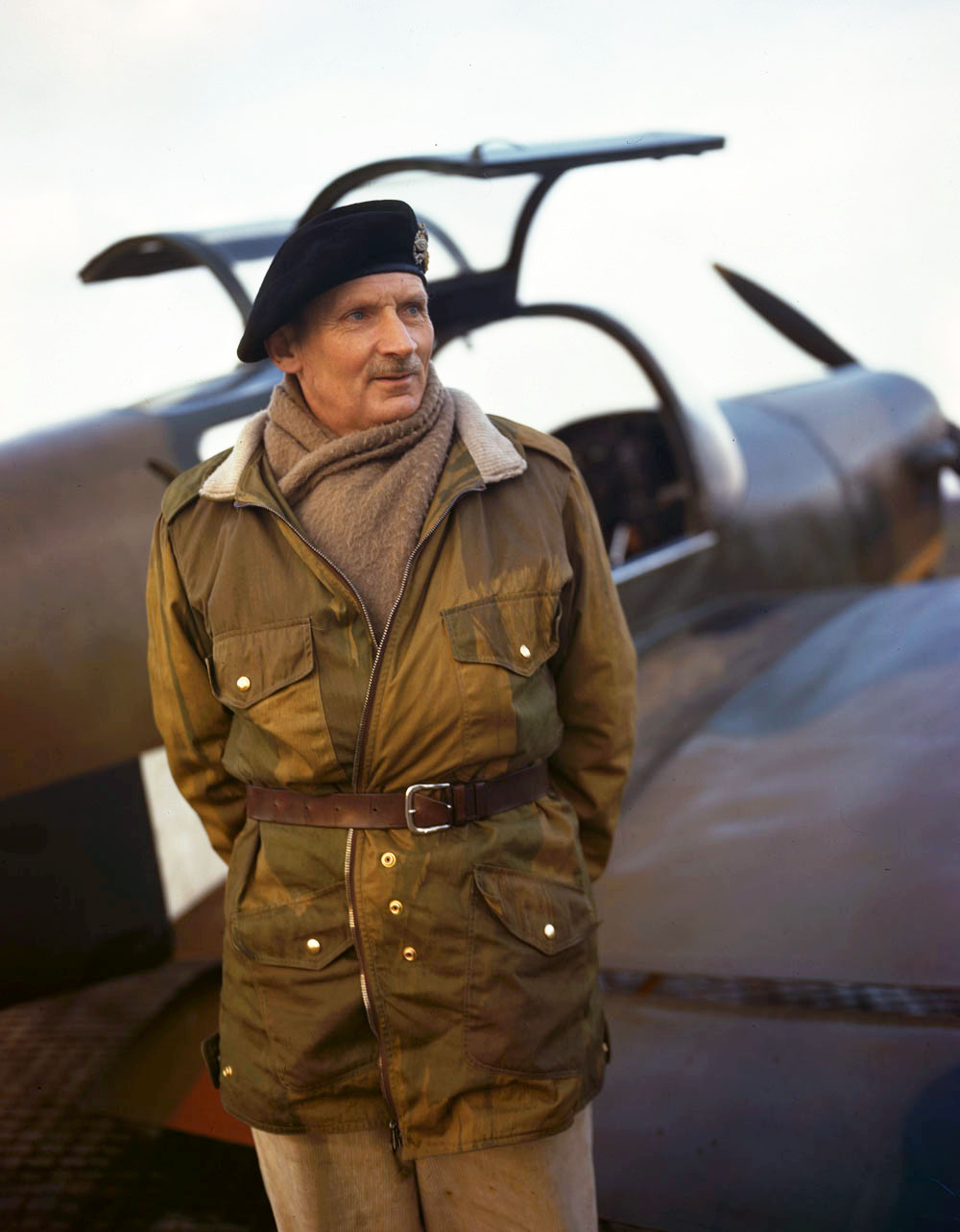
Bernard Montgomery, ok. 1944

Naczelny dowódca British Army Bernard Law Montgomery oraz Archibald Wavell i Claude Auchinleck, 1946

Sir Bernard Law Montgomery, 1. wicehrabia Montgomery of Alamein, KG, GCB, DSO, PC, ps. Monty (ur. 17 listopada 1887 w Londynie, zm. 24 marca 1976 w Alton) – brytyjski wojskowy, marszałek polny, dowódca 8 Armii, wojsk brytyjskich w Afryce Północnej i na Bliskim Wschodzie, sił lądowych podczas lądowania w Normandii, 21 Grupy Armii, Brytyjskiej Armii Renu, szef sztabu generalnego British Army (1946–1948) i zastępca naczelnego dowódcy sojuszniczego w Europie (1951–1958). Wsławiwszy się wygraniem II bitwy pod El Alamein prędko stał się jednym z najważniejszych i najsłynniejszych oficerów brytyjskich II wojny światowej. Kierował wyparciem sił Osi z Afryki Północnej, desantem na Sycylię i wypieraniem Niemców z Francji. Uczestnik I i II wojny światowej, irlandzkiej wojny o niepodległość i arabskiego powstania w Palestynie.

## Życiorys

### Młodość
Bernard Law Montgomery urodził się 17 listopada 1887 w Londynie. Był czwartym z dziewięciorga dzieci biskupa anglikańskiego Henry’ego Montgomery’ego (1847–1932) i jego żony Maud z domu Farrar. Wkrótce na krótko rodzina Montgomerych zmieniła miejsce zamieszkania, co wiązało się z otrzymaniem nowej pracy przez ojca Bernarda. Gdy w 1897 powrócili do kraju, młody Bernard rozpoczął naukę w szkole w Canterbury. Krótko jednak zabawił w tej placówce, co wiązało się z kolejną zmianą miejsca zamieszkania. Montgomery z niechęcią wspominał swoje dzieciństwo, uważając je za nieszczęśliwe. Do Londynu powrócili dopiero w 1901. Młody Bernard poszedł do St Paul’s School, a następnie do Akademii Militarnej w Sandhurst. Po jej ukończeniu w 1908 został przydzielony w stopniu podporucznika do 1. batalionu w Królewskim Pułku Piechoty i został odesłany na służbę wojskową w Indiach.

### I wojna światowa
Porucznik Bernard Montgomery rozpoczął walkę na frontach I wojny światowej jako dowódca plutonu Royal Warwickshire Regiment. W 1914 znalazł się pod Ypres. 13 października prowadził kontrnatarcie pod Bailleul, gdzie został poważnie ranny w prawe płuco, a następnie w kolano. Ze szpitala wyszedł w lutym 1915 jako „niezdolny do służby zamorskiej”. Został odznaczony Distinguished Service Order, awansowany na kapitana i mianowany szefem sztabu rezerwowej 91 Brygady Piechoty.
Do Francji wrócił w 1916 i wziął udział w krwawej bitwie nad Sommą. Ofensywa brytyjska zakończyła się porażką. 91 Brygada Montgomery’ego, przemianowana na 104. Brygadę Piechoty, straciła 30% żołnierzy.
18 lipca 1918 został awansowany na podpułkownika i mianowany szefem sztabu 47 Dywizji Piechoty. Dowódcy wojsk Ententy zaplanowali na sierpień ostateczną ofensywę, która miała doprowadzić w ciągu trzech miesięcy do zakończenia wojny. Dywizja Monty’ego odegrała kluczową rolę w pierwszym ataku.

### Okres międzywojenny
Pierwsze kilkanaście powojennych miesięcy Monty spędził w Brytyjskiej Armii Renu pełniącej rolę wojsk okupacyjnych w Nadrenii. Przetrwał radykalne cięcia w armii, ale musiał wrócić do stopnia kapitana. 1 stycznia 1921 został szefem sztabu 17 Brygady Piechoty stacjonującej w Corku w Irlandii. Po uzyskaniu przez Irlandię niepodległości i wojnie domowej w tym kraju przeniesiony został do Plymouth, gdzie objął stanowisko szefa sztabu 8 Brygady Piechoty, a wkrótce potem na identyczne stanowisko w 49 Dywizji Piechoty w Yorku.
W styczniu 1931 został dowódcą swego macierzystego Royal Warwickshire Regiment, z którym udał się na Bliski Wschód. W Jerozolimie zastał armię w stanie kompletnego rozprzężenia. Zaprowadził dyscyplinę, wdrożył rygorystyczny system szkoleniowy i zlikwidował tradycyjne niedzielne parady. Po serii wykładów w indyjskiej Szkole Wojskowej w Kwecie wrócił do Anglii.
W 1937 otrzymał tymczasowy stopień brygadiera, a wraz z nim stanowisko dowódcy 9 Brygady Piechoty w Portsmouth. W razie wybuchu wojny z Niemcami jego brygada miała wejść w skład Brytyjskiego Korpusu Ekspedycyjnego (BEF).
W listopadzie 1938 został ponownie wysłany do Mandatu Palestyny, gdzie tłumił arabskie powstanie (1936–1939). Do Anglii wrócił pod koniec lata 1939 i 29 sierpnia został dowódcą 2 Dywizji Piechoty.

### II wojna światowa
Szlak bojowy w czasie II wojny światowej rozpoczął od kampanii francuskiej 1940. Jako głównodowodzący 2 Korpusu BEF czas tzw. drôle de guerre poświęcił na szkolenie oficerów i żołnierzy. Przewidując, że uderzenie niemieckie spowoduje klęskę, zwracał uwagę przede wszystkim na ćwiczenie działań obronnych w odwrocie.
Bronił Dunkierki i ułatwił ewakuację żołnierzy alianckich na Wyspy Brytyjskie. W latach 1940–1942 był dowódcą korpusu w kraju.
W 1942 został skierowany do Egiptu. Początkowo jego kandydatura nie była brana pod uwagę przez brytyjskie władze. Dopiero po nagłej śmierci delegowanego na to stanowisko gen. por. Williama Gotta w katastrofie lotniczej zaproponowano Montgomery’emu dowództwo nad 8 Armią. Stojąc na jej czele zahamował postępy Afrika Korps zdążającego w kierunku Nilu. We wrześniu 1942 zatrzymał atakujące wojska niemiecko-włoskie pod Alam el-Halfa, a w listopadzie dysponując znaczną przewagą liczebną zwyciężył w II bitwie pod El Alamein, za co otrzymał miano „Lord Montgomery of Alamein” i został podniesiony do godności para Imperium brytyjskiego. Starcie jest powszechnie uważane za punkt zwrotny w wojnie w Afryce Północnej, czemu towarzyszył słynny komentarz Churchilla: „To nie jest koniec, to nawet nie jest początek końca, ale jest to, być może, koniec początku!”.
W 1943 dowodził 8 Armią podczas lądowania na Sycylii, a następnie kontynentalnej części Włoch.
Wraz z gen. Eisenhowerem i innymi wysokimi rangą oficerami opracował plan lądowania aliantów w Normandii, podczas którego był dowódcą sił lądowych. Po wylądowaniu sił pierwszego rzutu dowodził rajdem na Caen i ponosząc serię porażek oswobodził miasto miesiąc po planowanym terminie – 8 lipca.
W sierpniu 1944 został awansowany do stopnia marszałka. We wrześniu 1944 kierował operacją Market Garden. Winą za niepowodzenie obarczył niesłusznie Stanisława Sosabowskiego. Swój szlak bojowy zakończył 2 maja 1945 nad Bałtykiem w Lütjenburgu.
Został brytyjskim przedstawicielem w Międzysojuszniczej Radzie Kontroli. Karierę wojskową zakończył w 1958, piastując stanowisko zastępcy naczelnego dowódcy sił NATO.

## Krytyka
Bernard Law Montgomery był kontrowersyjną postacią, a jego umiejętności dowódcze oceniane są bardzo rozbieżnie. Część historyków zwycięstwo pod El Alamein przypisuje w głównej mierze przewadze liczebnej i technicznej sprzymierzonych, a nie jakości dowodzenia, wskazując na duże straty własne i bardzo późno odniesione zwycięstwo – po prawie dwóch i pół roku porażek w Afryce i zwycięskim marszu dużo słabszego Afrika Korps. Z kolei działania Montgomery’ego w Europie Zachodniej w 1944 spotykają się z ostrą krytyką wielu historyków wojskowości. Jego autorskie operacje, takie jak Goodwood i Totalize, były pyrrusowymi zwycięstwami aliantów, gdyż zakończyły się wysokimi stratami własnymi, zmarnowaniem środków, niewielkimi postępami i wykonaniem tylko części zakładanych celów. Z kolei największe przedsięwzięcie Montgomery’ego, tj. operacja Market Garden, okazało się jedną z największych porażek sprzymierzonych na froncie zachodnim w latach 1944–1945. Mimo to Montgomery określił ją jako w 90% udaną. W innych sytuacjach, tak jak w Ardenach, był zbyt ostrożny i pozwalał wrogowi wymknąć się z zaciskającego się okrążenia. Ten strach przed kolejną porażką mógł być jednak spowodowany presją ze strony prasy i przełożonych po poprzednich niepowodzeniach.

## Śmierć
Zmarł 24 marca 1976 w Alton. W jego pogrzebie wzięło udział wiele wojskowych delegacji zagranicznych, w tym delegacja Polski pod przewodnictwem gen. dyw. Jana Śliwińskiego i gen. bryg. w st. spocz. Franciszka Skibińskiego.

## Ordery i odznaczenia
- Order Podwiązki (Order of the Garter, 1946)
- Krzyż Wielki Orderu Łaźni (Grand Cross Order of the Bath, 1945)[14]
- Krzyż Komandorski z Gwiazdą Orderu Łaźni (Commander Order of the Bath, 1942)
- Krzyż Komandorski Orderu Łaźni (Companion Order of the Bath, 1940)
- Order Wybitnej Służby (Distinguished Service Order, 1914)
- Wielki Oficer Orderu Leopolda II (Ordre de Léopold II, 1947, Belgia)
- Krzyż Wojenny (Croix de Guerre, 1947, Belgia)
- Czechosłowacki Wojskowy Order Lwa Białego „Za zwycięstwo” (Československý vojenský řád bilého Lva „Za vítězství”, 1947, ČSR)
- Order Lwa Białego I Klasy (Řád bilého lva, 1947, ČSR)
- Czechosłowacki Order Wojskowy „Za Wolność” (Československý vojenský řád „Za svobodu”, ČSR)
- Krzyż Wojenny Czechosłowacki 1939 (Československý válečný kříž 1939, 1947, ČSR)
- Order Słonia (Elefantorden, 1945, Dania)
- Krzyż Wielki Order Pieczęci Salomona (1949, Etiopia)
- Krzyż Wielki Orderu Legii Honorowej (Grand Croix Légion d’honneur, 1945, Francja)
- Krzyż Wojenny 1914–1918 (Croix de Guerre 1914–1918, 1919, Francja)
- Medal Wojskowy (Médaille militaire, 1958, Francja)
- Wielki Komandor Orderu Jerzego I (1944, Grecja)
- Kawaler Krzyża Wielkiego Orderu Lwa Niderlandzkiego (Orde van de Nederlandse Leeuw, 1947, Holandia)
- Krzyż Wielki Orderu Św. Olafa (Sanct Olovs Orden, 1951, Norwegia)
- Krzyż Srebrny Orderu Virtuti Militari (25 listopada 1944, Rząd RP na Obczyźnie)[15]
- Krzyż Wielki Orderu Virtuti Militari (1945, Polska Ludowa)[16]
- Medal Sił Lądowych za Wybitną Służbę (Distinguished Service Medal, 1947, USA)
- Legia Zasługi (Chief Commander Legion of Merit, 1943, USA)
- Order „Zwycięstwo” (1945, ZSRR)[17]
- Order Suworowa I klasy (1947, ZSRR)